# Dipodomys nelsoni
Dipodomys nelsoni és una espècie de mamífer rosegador de la família dels heteròmids. És endèmica de la Mesa Central de Mèxic. El seu hàbitat natural són els deserts amb matolls, en una regió àrida de desert interior i planes ondulades. És una espècie en risc mínim, és a dir, no sembla que hi hagi cap amenaça significativa per a la seva supervivència.
Aquest tàxon fou anomenat en honor del naturalista i etnòleg estatunidenc Edward William Nelson.